# Mihail Perelroisen
Mihail Perelroisen (în rusă Михаил Перельройзен; n. 1948, Soroca, RSS Moldovenească, URSS – d. 11 septembrie 2021, Novosibirsk, Rusia) a fost un evreu moldovean, fizician sovietic și rus. A fost candidat în științe fizice și matematice și laureat al Premiului de Stat al URSS în știință și tehnologie din 1985.

## Biografie
S-a născut în orașul Soroca din RSS Moldovenească (actualmente Republica Moldova). După absolvirea liceului „Aleksandr Pușkin” din oraș (1965), și-a continuat studiile la Departamentul de Fizică al Universității din Novosibirsk. A studiat la școala postuniversitară a Institutului de chimie organică din Novosibirsk al filialei siberiene a Academiei de Științe a URSS, unde în 1983 și-a susținut teza de doctorat în fizică și matematică pe tema „Investigația reversibilității tranziției spirală-bobină în ADN” și a continuat să lucreze ca cercetător. În 1985, ca parte a unui grup de oameni de știință implicați în dezvoltarea metodei de cromatografie lichidă pe microcoloane, a primit Premiul de Stat al URSS.
În 1991 a fost unul dintre organizatorii unei instituții comerciale neguvernamentale din Novosibirsk, numită Institutul EkoNova pentru cromatografie și specializată în producția de echipamente pentru cromatografie lichidă. Ulterior a devenit directorul general al acestei întreprinderi.
În anii 1990, a continuat dezvoltarea cromatografului portabil cu microcoloane lichide, numit Milichrom A-02..  